# هانس إدر
هانس إدر (بالألمانية: Hans Eder)‏ هو لاعب كرة قدم ومدرب كرة قدم ألماني، ولد في 14 نوفمبر 1934 في ألمانيا. لعب مع تنس بوروسيا برلين ونادي هرتا برلين.

## وصلات خارجية
- هانس إدر على موقع قاعدة بيانات كرة القدم.إي يو (الإنجليزية)
- هانس إدر على موقع بيانات كرة القدم. دي إي (الألمانية)
- هانس إدر على موقع عالم كرة القدم.نت (الإنجليزية)